# Andropogon imerinensis
Andropogon imerinensis är en gräsart som beskrevs av Jean Marie Bosser. Andropogon imerinensis ingår i släktet Andropogon och familjen gräs.
Artens utbredningsområde är Madagaskar. Inga underarter finns listade i Catalogue of Life.